# Szynszyloszczur szary
Szynszyloszczur szary (Abrocoma cinerea) – gatunek ssaka z rodziny szynszyloszczurowatych. Zamieszkuje w południowej części Peru (Arequipa, Puno, Tacna), w kierunku południowym: przez południowo-wschodnią Boliwię (La Paz, Oruro, Potosí, Tarija) po północno-zachodnią Argentynę (Jujuy, Salta, Tucumán, Catamarca) i północną część Chile (Arica y Parinacota, Tarapacá, Antofagasta). Zamieszkuje tereny położone na dużej wysokości: 3700–5000 m n.p.m. Typowa lokalizacja: Cerro Casabindo, 4800 m n.p.m., prowincja Jujuy w Argentynie.

## Budowa ciała
Szynszyloszczur szary jest gryzoniem o średniej wielkości.
Końcówki włosów sierści w części grzbietowej są jasnoszare, co sprawia wrażenie jasnego futra. Sierść na grzbiecie jest gęsta i stosunkowo długa (ok. 33 mm). W części brzusznej sierść jest wybarwiona na zróżnicowane kolory z szarym ubarwieniem włosa u nasady. Ogon jest dwukolorowy – w górnej części jasnoszary, a od spodu biały. Jest najkrótszy wśród gatunków Abracoma. Samice mają po dwie pary sutków. Siekacze tych zwierząt są duże.
|                                | wymiar     |
| ------------------------------ | ---------- |
| długość ciała z głową i ogonem | 157–196 mm |
| długość ogona                  | 50–96 mm   |
| długość tylnej kończyny        | 23–30 mm   |
| długość ucha                   | 22–30 mm   |
| długość czaszki                | 41–47 mm   |
| masa ciała                     | 90–105 g   |

## Tryb życia
Szynszyloszczur szary prawdopodobnie wiedzie nocny tryb życia. Żyje w małych koloniach. Po ciąży trwającej 115–118 dni samica szynszyloszczura szarego rodzi 2–3 młode. Samice w ciąży lub karmiące młode obserwowano w okresie od sierpnia do grudnia.

## Rozmieszczenie geograficzne
Szynszyloszczur szary zamieszkuje tereny w południowej części Peru (Arequipa, Puno, Tacna), w kierunku południowym: przez południowo-wschodnią Boliwię (La Paz, Oruro, Potosí, Tarija po północno-zachodnią Argentynę (Jujuy, Salta, Tucumán, Catamarca) i północną część Chile (Arica y Parinacota, Tarapacá, Antofagasta). Zamieszkuje tereny na wysokości 3700–5000 m n.p.m. Typowa lokalizacja: Cerro Casabindo, 4800 m n.p.m., prowincja Jujuy w Argentynie.

## Ekologia
Szynszyloszczur szary podobnie jak pozostałe gatunki z rodzaju Abrocoma jest ścisłym roślinożercą. Najchętniej żywi się liśćmi (foliofagia), ale zjada także kwiaty i końcówki gałązek. Szynszyloszczur żeruje głównie na gatunkach Thola i Azorella. Chętnie zjada kwiaty i wierzchołki gałęzi krzewów z rodziny astrowatych Lepidophyllum rigidum, Lepidophyllum quadrangulare i Nothobaccharis candolleana. Zwierzęta te żerują na wielu astrowatych. Szynszyloszczury szare zamieszkujące w Parque Nacional Llullaillaco chętnie żerowały na częściach zielonych krzewu Baccharis tola. Dodatkowo pożywiały się trawą Stipa chryosphylla.

### Siedlisko
Szynszyloszczur szary występuje w pagórkowatym, jałowym i skalistym siedlisku Altiplano na wysokości 3700–5000 m n.p.m. Drąży nory z wylotami u podstaw krzewów
. Wejścia do nor mają średnice ok. 5 cm. Szynszyloszczury szare nie oddalają się od swoich nor na dystans większy niż 200 m.

## Ochrona
Międzynarodowa Unia Ochrony Przyrody (IUCN) wymienia Abrocoma cinerea w Czerwona księga gatunków zagrożonych jako gatunek najmniejszej troski (least concern – LC).